# Bain central de Vienne
Le Bain central de Vienne (ouvert en 1889 en tant que Central-Bad, Kaiserbruendl) est un établissement de bains publics situé à Vienne en Autriche. C'est aujourd'hui un sauna gay.

## Bâtiment

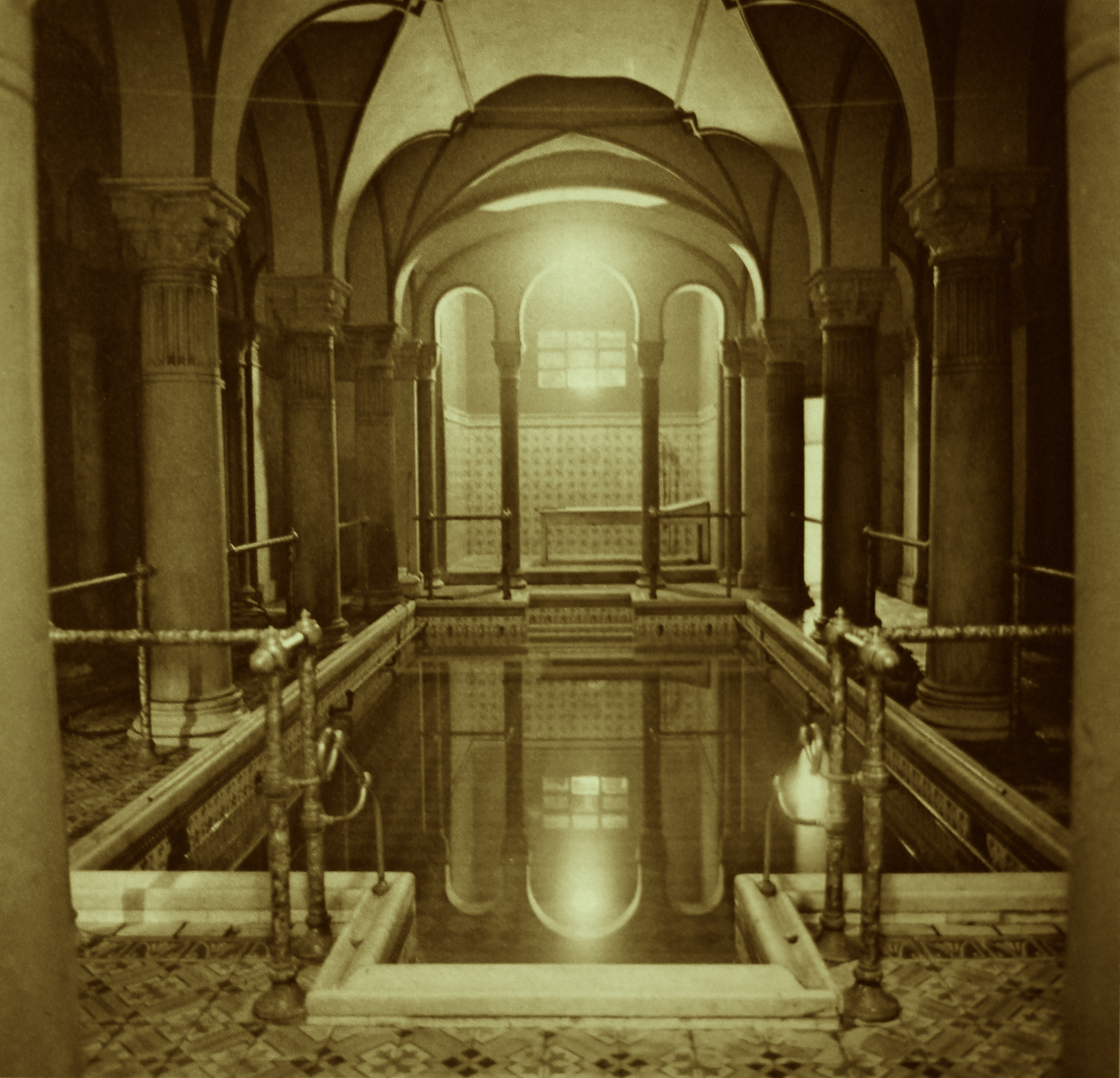
Bassin du sous-sol (1889).

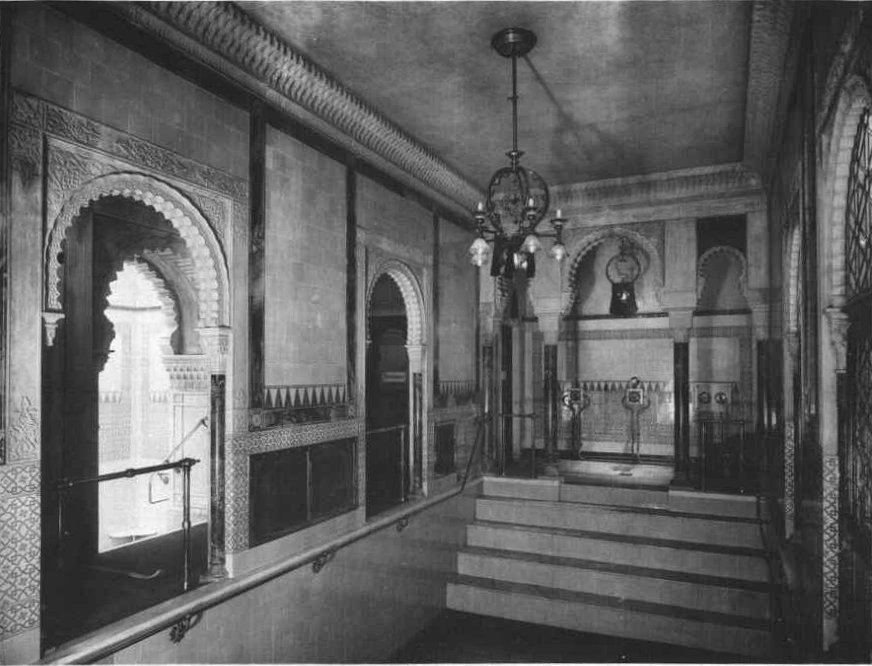
Bassin du sous-sol (1894).

L'immeuble est construit entre 1887 et 1889 par les architectes viennois Anton Honus, Anton Lang (père de Fritz Lang), Constantin Swoboda et ses frères Albert et Franz Edmund Czada. La décoration intérieure, telle qu'on la connaît encore de nos jours, est réalisée en 1894.
À la fin du XIXe siècle, Centralbad acquiert une grande réputation dans la capitale. Simon Baruch, pionnier et fondateur du système de bains d'hydrothérapie à New York, le considère comme le plus cohérent et élégant du monde, doté des meilleurs accès. Parmi ses clients réguliers, on compte l'archiduc Louis-Victor de Habsbourg-Lorraine, frère de l'empereur François-Joseph Ier d'Autriche.
Le nom[Lequel ?] a été choisi en mémoire des visites de trois figures impériales d'un autre bain de Vienne, le Roemisches Bad (bain romain, ouvert en 1873) à Praterstern.
Depuis le début des années 1980, l'établissement de bains est ouvert uniquement aux hommes ; il s'agit d'un sauna gay. L'entrée conduit à un restaurant. À partir de là, on accède, sur trois niveaux, à une salle de fitness, un sauna, un sauna bio, un bain de vapeur, des tables de massage ou encore un bar.

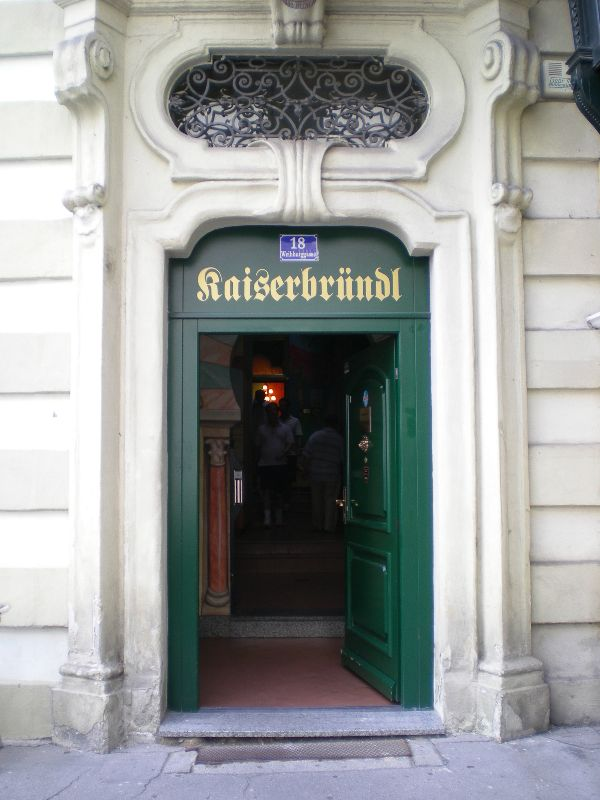
Entrée.
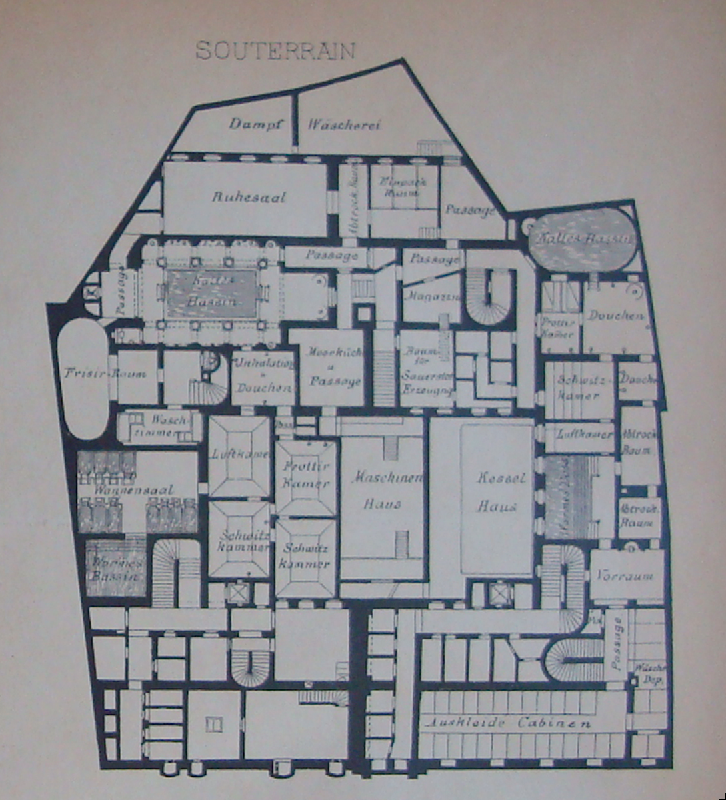
Plan du sous-sol.
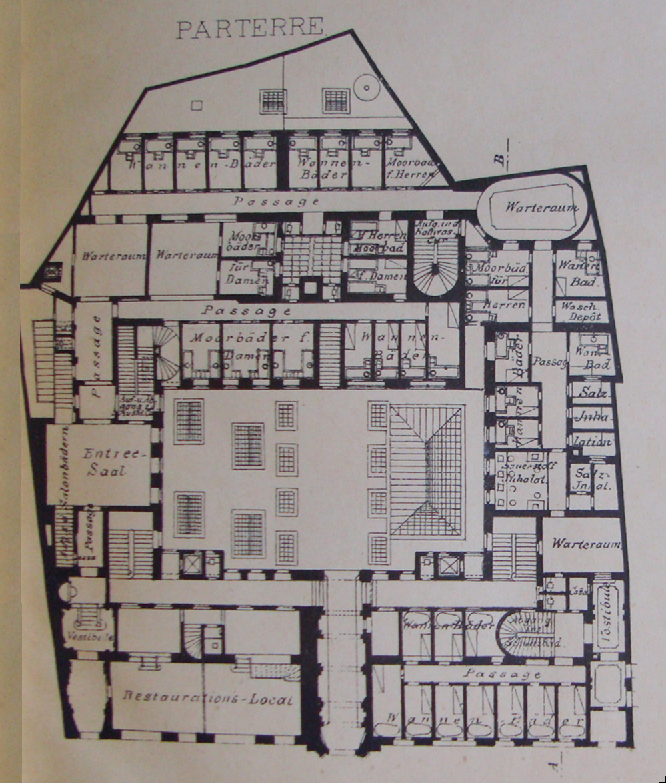
Plan du rez-de-chaussée.
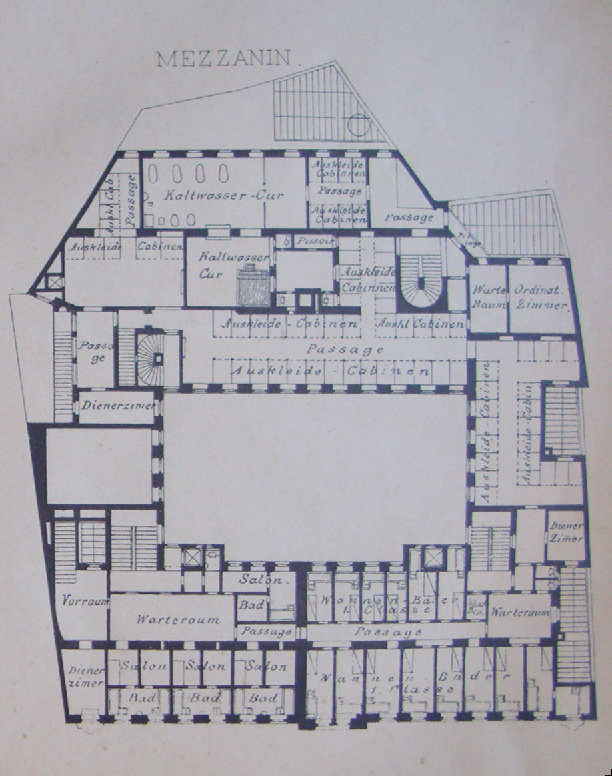
Plan de la mezzanine.
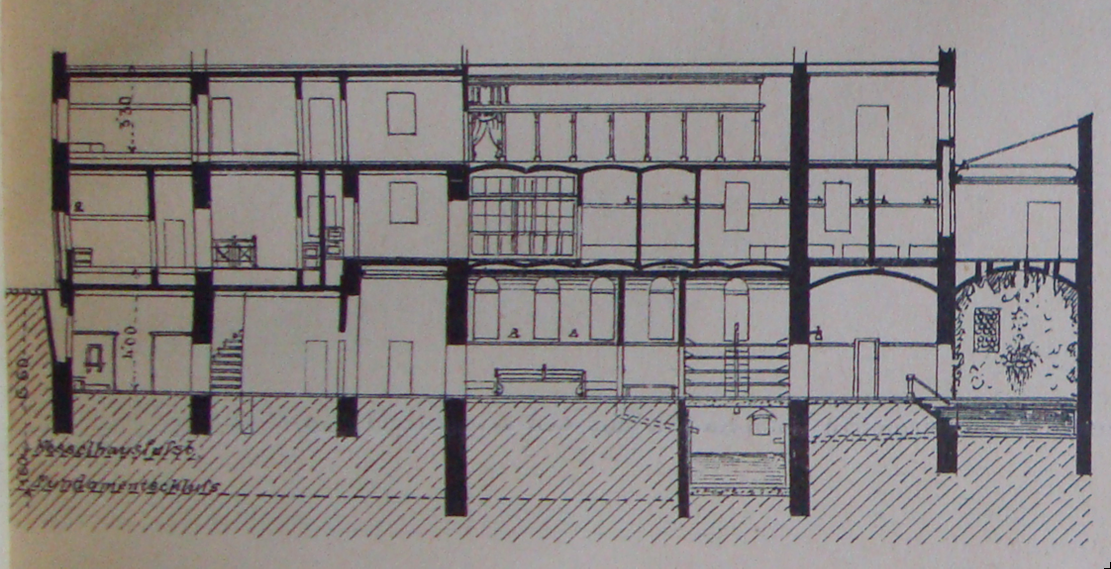
Vue en coupe.